# Collepardo
Collepardo est une commune italienne de moins de 1 000 habitants située dans la province de Frosinone dans la région Latium en Italie centrale.

## Monuments et patrimoine
Bibliothèque statale du Monument national de Trisulti, rue Trisulti, 1.

## Administration
| Période                                  | Période | Identité | Étiquette | Qualité |
| ---------------------------------------- | ------- | -------- | --------- | ------- |
|                                          |         |          |           |         |
| Les données manquantes sont à compléter. |         |          |           |         |

### Hameaux
Civita, Trisulti

### Communes limitrophes
Alatri, Veroli, Vico nel Lazio